# Nombre de Tamagawa
En mathématiques, le nombre Tamagawa {\displaystyle \tau (G)} d'un groupe algébrique semi-simple défini sur un corps global k est la mesure de {\displaystyle G(\mathbb {A} )/G(k)}, où {\displaystyle \mathbb {A} } est l'anneau adélique de k. Les nombres Tamagawa ont été introduits par Tamagawa, et nommé en son honneur par André Weil.
L'observation de Tsuneo Tamagawa est la suivante. À partir d'une forme différentielle invariante ω sur G, définie sur k, la mesure impliquée était bien définie : la mesure de cω avec c un élément non nul de {\displaystyle k}, la formule de produit pour les valuations sur k implique l'indépendance en c de la mesure du quotient. Le calcul des nombres de Tamagawa pour les groupes semi-simples contient des parties importantes de la théorie classique formes quadratiques.

## Définition
Soit k un corps global, A son anneau adélique, et G un groupe algébrique semi-simple défini sur k.
On choisit des mesures de Haar sur les complétions kv de k telles que Ov ait un volume 1 pour tous les places v sauf pour un nombre fini. Celles-ci induisent alors une mesure de Haar sur A, que nous supposons en outre normalisée de sorte que A/k soit de volume 1 par rapport à la mesure du quotient induite.
La mesure de Tamagawa sur le groupe algébrique adélique G(A) est définie comme suit. Soit une n -forme ω invariante à gauche sur G(k) définie sur k, où n est la dimension de G en tant que variété algébrique. Ceci, combiné aux choix ci-dessus de mesure de Haar sur kv, induit des mesures de Haar sur G(kv) pour toutes places v. Comme G est semi-simple, le produit de ces mesures donne une mesure de Haar sur G(A), appelée mesure de Tamagawa. La mesure Tamagawa ne dépend pas du choix de ω, ni du choix des mesures sur les kv, car multiplier ω par un élément de k* multiplie la mesure de Haar sur G(A) par 1.

## La conjecture de Weil sur les nombres de Tamagawa
La conjecture de Weil sur les nombres de Tamagawa énonce que le nombre de Tamagawa τ(G) d'un groupe algébrique simple et simplement connexe (c'est-à-dire n'ayant pas de revêtement algébrique propre) défini sur un corps de nombres vaut 1. Weil (1959) a calculé le nombre de Tamagawa dans de nombreux cas de groupes classiques et a observé qu'il était entier dans tous les cas considérés et égal à 1 dans les cas où le groupe est simplement connexe. Ono (1963) a trouvé des exemples où les nombres Tamagawa ne sont pas entiers, mais la conjecture sur le nombre Tamagawa de groupes simplement connectés a été prouvée en général par plusieurs travaux aboutissant à un article de Kottwitz (1988) et l'analogue sur les corps de fonctions sur les corps finis par Lurie et Gaitsgory en 2011.

## Lectures complémentaires
- Aravind Asok, Brent Doran et Frances Kirwan, « Théorie de Yang-Mills et nombres Tamagawa : la fascination des liens inattendus en mathématiques », 22 février 2013
- J. Lurie, La formule de masse Siegel, les nombres Tamagawa et la dualité nonabélienne de Poincaré publié le 8 juin 2012.

1. ↑  Lurie 2014.